# Clifford B. Saper
Clifford B. „Cliff“ Saper (* etwa 1952 in Chicago) ist ein US-amerikanischer Neurologe und Neurowissenschaftler an der Harvard University.

## Leben und Wirken
Saper erwarb 1972 bei William T. Greenough an der University of Illinois at Urbana-Champaign einen Bachelor/Master in Biochemie und Neurobiologie und 1977 bei Max Cowan und Larry Swanson an der Washington University in St. Louis einen kombinierten M.D./Ph.D. in Medizin und Neurobiologie. Seine Facharztweiterbildung zum Neurologen absolvierte er am Cornell University Medical Center.
Eine erste Professur (Assistant Professor, dann Associate Professor) hatte Saper von 1981 bis 1985 an der Washington University in St. Louis inne, anschließend ging er als Associate Professor an die University of Chicago, wo er auch eine ordentliche Professur erhielt (William D. Mabie Professor of Physiology and Neurology). Seit 1992 ist er an der Harvard Medical School. Hier ist er (Stand 2023) Leiter der Neurologie des Beth Israel Deaconess Medical Center und James Jackson Putnam Professor of Neurology.
Clifford Saper ist vor allem für seine Beiträge zur Erforschung des Schlaf-Wach-Rhythmus und der Bedeutung der hypothalamischen Schaltkreise dabei bekannt. Weitere Arbeiten befassten sich mit der Regulation von Körpertemperatur, Stressreaktion und Nahrungsaufnahme und der Veränderung dieser Systeme bei bestimmten Krankheiten und im Alter.
Saper hat laut Google Scholar einen h-Index von 155, laut Datenbank Scopus einen von 133 (jeweils Stand September 2023). Aufgrund der Zahl seiner Zitationen zählt ihn das Analyse-Unternehmen Clarivate Analytics seit 2023 zu den Favoriten auf den Gewinn eines Nobelpreises (siehe Clarivate Citation Laureates). Saper war von 2014 bis 2021 Herausgeber der Annals of Neurology. Er veröffentlicht unter Pseudonym Romane, darunter einen über einen Arzt, der seine Patienten ermordet.
2003 wurde Saper Fellow der American Association for the Advancement of Science, 2009 Mitglied des Institute of Medicine (heute National Academy of Medicine). 2009/2010 war er Präsident der Sleep Research Society, die ihm 2012 ihren Distinguished Scientist Award verlieh.